# 漁農、礦產、能源及建造界功能組別
漁農、礦產、能源及建造界功能組別（英語：Agriculture, Fisheries, Mining, Energy and Construction functional constituency），是立法局功能組別之一，屬於當時的新九組之一，選民包括所有報稱從事漁農、礦產、能源或建造業議會的選民。這個組別共有75,174名選民。
漁農、礦產、能源及建造界功能組別在1997年香港主權移交後廢除。
一個與這個組別相似的漁農界功能界別在1998年創立，但選民資格僅限於政府指定的註冊漁農業團體。而該界別一直由建制派議員擁有。

## 歷任議員
| 屆別 | 議員   | 政治聯繫 |
| 1    | 曾健成 | 民主黨   |

## 選舉結果
| 1995年香港立法局選舉：漁農、礦產、能源及建造界功能組別 |        |          |        |        |
| 政黨                                                   | 政黨   | 候選名單 | 票數   | 百份比 |
|                                                        | 民主黨 | 曾健成   | 11,592 | 37.8   |
|                                                        | 民建聯 | 潘杜泉   | 7,493  | 24.5   |
|                                                        | 獨立   | 何世柱   | 5,366  | 17.5   |
|                                                        | 新港盟 | 唐一柱   | 3,871  | 12.6   |